# Kaizer Motaung
Kaizer Motaung OIS (* 16. Oktober 1944  in Orlando, Soweto) ist ehemaliger südafrikanischer Fußballspieler und Gründer, sowie Präsident des Vereins Kaizer Chiefs FC. Er war Stürmer und erhielt den Spitznamen „Chincha Guluva“.

## Frühes Leben
Motaung wurde am 16. Oktober 1944 in Orlando, Soweto, Südafrika, geboren. Sein Profi-Debüt gab er im Alter von 16 Jahren bei den Orlando Pirates, den heutigen Erzrivalen der von ihm später gegründeten Kaizer Chiefs.

## Karriere
Im Jahr 1968 erhielt Motaung ein Angebot von den Atlanta Chiefs der North American Soccer League (NASL) in den USA, nachdem er an einem Rekrutierungslager in Sambia teilgenommen hatte. Trotz des Kampfes mit dem Wetter und der Verletzungsbehandlung debütierte Kaizer Motaung 1968 bei den Atlanta Chiefs in einem Freundschaftsspiel gegen Manchester City, in dem Motaung zwei Tore erzielte. In seinem ersten Jahr in der NASL wurde er als „Rookie of the Year“ der Saison 1968 ausgezeichnet, kam ins NASL-All-Star-Team und 1969 wurde er Torschützenkönig.
Motaung gründete das Team Kaizer XI, das während der Saisonpausen in den USA Freundschaftsspiele spielte. Aufgrund des großen Interesses der Fans wurde am 7. Januar 1970 der Kaizer Chiefs Football Club offiziell gegründet. Motaung wechselte während seiner Karriere zwischen verschiedenen Teams, darunter die Philadelphia Ukrainians und die Atlanta Chiefs. Bei letzteren erzielte er in 63 Spielen, 32 Tore. Von 1972 bis 1974 spielte er erneut für die Kaizer Chiefs, bevor er von 1974 bis 1975 zu den Denver Dynamos in die NASL wechselte. Dort machte er in 35 absolvierten Pflichtspielen, 11 Tore. Bis zu seinem Karriereende im Jahr 1976 spielte er als Kapitän für die Kaizer Chiefs.
Im Jahr 2004 war Kaizer Motaung Mitglied des südafrikanischen Komitees, das die Unterstützung der FIFA für die Organisation der FIFA Fußballweltmeisterschaft 2010 erhielt.

## Ehrungen
- 2004 vergibt ihm das Henley Management College in Südafrika den Preis für „Unternehmerische Führung“.
- Die südafrikanische Regierung verleiht ihm die Insignien im Ikhamanga-Orden (Silberstufe) für seine Leistungen als engagierter und engagierter Fußballer und seinen außergewöhnlichen Beitrag zur Entwicklung junger Fußballtalente im Land.
- 2004 wurde er in die Top-100 „Great South Africans“ („die besten Südafrikaner aller Zeiten“) auf Platz 73 gewählt.[5]
- NASL-Torschützenkönig 1969
- NASL-Champion 1968
- NASL „Rookie of the Year“ 1968

## Familie
Sein Sohn Kaizer Motaung Junior spielte ebenfalls für die Kaizer Chiefs und war 2003 sogar in Deutschland bei der Reserve vom TSV 1860 München aktiv. Heute ist er Sportdirektor vom Verein seines Vaters. Sein älterer Sohn Bobby Motaung ist Manager des Vereins. Die Töchter Jessica Motaung arbeiten als Direktorin im Marketing und Vertrieb und Lawrence Motaung als Zeugwart.